# TV Azteca
TV Azteca ist ein mexikanisches Medienunternehmen mit Firmensitz in Mexiko-Stadt. Das Unternehmen ist im Índice de Precios y Cotizaciones (IPC) an der Bolsa Mexicana de Valores gelistet.
Das Medienunternehmen wurde von dem mexikanischen Unternehmer Ricardo Salinas Pliego 1993 privatisiert. Zuvor war der Fernsehsender unter dem Firmennamen Instituto Mexicano de la Televisión („Imevisión“) als staatliches Unternehmen tätig. Gegenwärtig leitet Mario San Román den Fernsehsender.
Der Fernsehsender gehört zum mexikanischen Konzern Grupo Salinas.

## Von TV Azteca produzierte Fernseh-Shows
- Lo que callamos las mujeres
- Ventaneando
- Hechos
- Venga la Alegria
- Pasión Morena
- Pobre Diabla
- Vuelveme a Querer
- Va que Va
- Famosos en Jaque
- Fútbol Apertura 2009
- Los 25 más
- DeporTV
- Los Protagonistas
- El Gran Desafio De Estrellas
- Pasword:La palabra secreta
- ¿Que hay de comer?